# Fiorella Bini
Fiorella Bini, all'anagrafe Fiorella Cherubini (Milano, 2 dicembre 1933 – Roma, 15 febbraio 2004), è stata una cantante italiana.

## Biografia

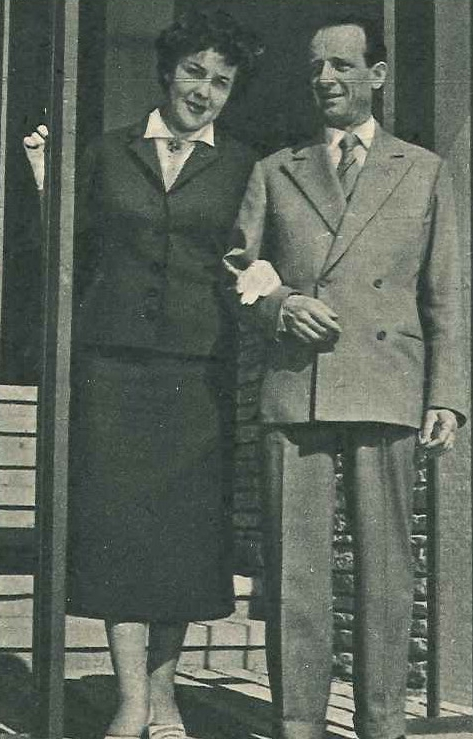
Bixio Cherubini con la figlia Fiorella

Figlia del famoso paroliere Bixio Cherubini, debutta alla radio nel 1953, cantando nell'orchestra del maestro Pippo Barzizza; più tardi entra nell'orchestra del maestro Cinico Angelini. Nel 1955 vinse il concorso La Maschera d'Oro e firma un contratto discografico con la Polydor; nel 1957 partecipa al Festival di Sanremo con Estasi e Raggio nella nebbia. Nello stesso anno ottiene un buon successo anche con Questo è amore, cover di That's amore, canzone molto nota nell'interpretazione di Dean Martin e tradotta da Tata Giacobetti.
Nel 1958 vince il Primo Premio al Festival della Canzone della Città di La Spezia con la canzone "Anche gli angeli piangono" di A.Nunziante e A.Olivares. Nel 1959 partecipa al primo Burlamacco d'Oro a Viareggio; nello stesso anno si sposa con il cameraman torinese Sergio Ricci, e si trasferisce a Torino (cambiando anche casa discografica), e l'anno successivo la coppia ha la figlia Monica. Tra i suoi successi: Sorrisi e lacrime (1957), All'alba passa sempre uno spazzino, Dolcissima, Lo studente di Parigi.

## Programmi radiofonici
- Rai
- Due parole e tanta musica presentato da Corrado, con le orchestre di Lelio Luttazzi, Pippo Barzizza, Cinico Angelini, cantano Carla Boni, Gino Latilla, Giacomo Rondinella, Achille Togliani, Fiorella Bini, Adriano Valle, Juliette Gréco, Gloria Christian, Giorgio Consolini, domenica 7 aprile 1957 secondo programma ore 21,15.

## Discografia parziale

### 78 giri
- 1955 - Un cuore/L'ombra (Polydor, H 49 732)
- 1957 - Per una volta ancora/Il mio ritorno (Polydor, H 64520)
- 1957 - Questo è amore/Quando l'amor m'ispira (solo strumentale) (Polydor, H 49 747)
- 1957 - Lo studente di Parigi/Ricordo la strada (Polydor, H 49 754)

### 33 giri
- 1956 - Canzoni di Sanremo (Polydor, LPHM 45 514; con l'orchestra di Pippo Barzizza e alle voci  Paolo Sardisco e Adriano Valle)
- 1957 - Ritmo, amore e nostalgia (Polydor, LPHM 45 524; con l'orchestra di Pippo Barzizza e alle voci  Paolo Sardisco e Adriano Valle)

### 45 giri
- 1959 - L'ultimo bacio/Cantando con le lacrime agli occhi, Cetra SP 533

- 1960 - O.K. Pentatime / Nube lontana (Emanuela Records, EM  1002; sul lato A  Arrigo Amadesi e il suo complesso)
- 1960 - A te / Mai più (Emanuela Records, EMNP 1012; con il Poker di Voci e il Complesso Amadesi)

### EP
- 1960 - Dolcissima/A te/Mai più/Ti aspetterò stanotte (Emanuela Records, EM EP 1003)
- 1960 - Fumo...e guardo la luna (Emanuela Records, EM EP 1007)

## Discografia estera

### EP
- 1958 - Strada 'nfosa/Quello che vuole il cuore/Auf Wiederchen (Saef, 1017; pubblicato in Spagna)

### 45 giri
- 1955 - Ci.. ciu.. ci.. cantava un usignol / Una fotografia nella cornice (Polydor, NH  22 737; pubblicato in Germania)